# Сербский орёл

Герб Сербии с белым двуглавым орлом

Сербский орёл (серб. Српски орао / Srpski orao) — белый двуглавый орёл, главный символ сербской геральдики и вексиллологии, изображённый на флаге и гербе страны, отражающий национальную идентичность сербов на протяжении столетий. Восходит к средневековой династии Неманьичей. Орёл и щит с сербским крестом на груди используется в качестве герба Сербии с 1882 года, с момента образования Королевства Сербия. С 1883 по 1945 годы также существовал королевский Орден Белого орла, в изображении которого также присутствовал белый сербский орёл.

## История

### Средневековье
Двуглавый орёл пришёл в Сербию из византийской культуры: в Византии двуглавый орёл означал двойной суверенитет императора (светская и духовная власть), а также признание власти императоров Византии на востоке и западе.
Старейшее сохранившееся изображение двуглавого орла у Неманьичей встречается на сделанном ктитором портрете Мирослава Завидовича в церкви Святых Петра и Павла в Биело-Поле, восходящем к 1190 году. У него была одна шея с двумя головами и ошейником, распростёртые крылья, опоясанный хвост в форме флёр-де-лис, лапы с тремя пальцами на каждой; головы больше крыльев по размеру; сам орёл находился внутри круга. С XII по XV века этот орёл Неманьичей, основанный на орле Священной Римской империи, менял свой вид и вскоре стал отличаться: две шеи, ошейников не было, хвост в форме листа с дерева, головы меньше крыльев по размеру, на лапах по 4 пальца, крылья сложены. Орёл Неманьичей изображался на элементах орнамента в монастыре Жича (1207—1220), в Церкви Богородицы Левишки (1307—1310), на одежде Йована Оливера (1349), на вышивке из монастыря Велуче (XIV век), на изображении монастыря Ресава (1402—1427), на тарелках Ивана I Черноевича и на многих монастырях и церквях.
В начале XIV века двуглавый орёл появляется на печатях, средневековых фресках и орнаменте одежды сербских правителей. Сербская православная церковь приняла это изображение после его появления на входе в монастырь Жича, где короновались сербские монархи (с 1219—1953 монастырь был резиденцией архиепископа). На сохранившемся золотом кольце царицы Теодоры Смилец (1321—1322) был выгравирован двуглавый орёл. При правлении Стефана Душана (1331—1355) двуглавый орёл был изображён на государственной печати. В 1339 году впервые был упомянут флаг сербо-греческого царства, когда Анджелино Далорто изобразил жёлтый флаг с красным двуглавым орлом как флаг сербского государства.
Двуглавый орёл использовался другими сербскими династиями (Мрнявчевичи и Лазаревичи). Лазарь Хребелянович (1371—1389), который занимался восстановлением монастыря Хиландар на горе Афон, повелел изобразить на северной стене монастыря двуглавого орла. Мюнхенский сербский псалтырь (1371—1389) включает многочисленные изображения сербского орла. Двуглавый орёл также стал изображаться на гербе Стефана Лазаревича после принятия им титула деспота в августе 1402 года, который был пожалован императором Иоанном VII Палеологом в Константинополе.

### Новое время
Иллирийские гербовники содержат упоминания о двуглавом орле, изображавшемся на гербах в начале Нового времени. Белый двуглавый орёл в червленом поле был гербом Неманьичей и Стефана Лазаревича, также орёл Неманьича был гербом Лазаря Хребеляновича и династии Лазаревичей. Наполовину белый и наполовину красный орёл изображался на гербе Мрнявчевичей.

### Новейшая история

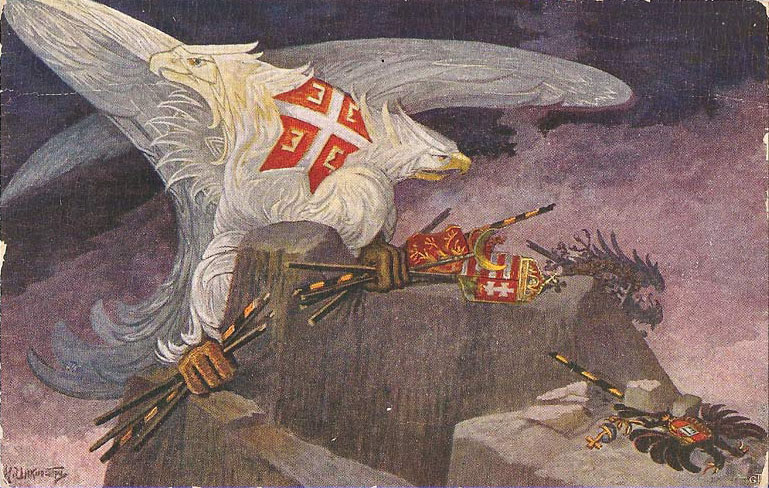
Открытка Королевства сербов, хорватов и словенцев 1922 года: сербский двуглавый орёл сокрушает знамёна Болгарии, Австрии, Венгрии и Турции — держав Тройственного союза, против которых Сербия воевала в Первой мировой войне

Сербский двуглавый орёл был запрещён турецкими властями как символ неповиновения и неподчинения сербов Турции. Сербский крест с четырьмя огнивами стал другим символом сербского сопротивления, а с 1804 года белый двуглавый орёл снова стал сербским символом наравне с сербским крестом: на основе орла Неманьичей, изображённого Христофором Жефаровичем в Стемматографии, был создан сербский революционный флаг. Традицию Неманьичей воскресила Сербская революция, и после признания независимости Сербии двуглавый орёл стал изображаться на гербе Сербии, а сербский крест появился на щите, который изображался с 1882 года на груди сербского орла, когда появилось Королевство Сербия. Орёл на гербе отличался от Неманьичей: его крылья были сложены, как у немецкого. Причиной тому является умышленная ошибка немца фон Штреля, который обманул Стояна Новаковича и зарисовал немецкого орла. Орёл использовался правившими в Сербии и Югославии династиями Обреновичей и Карагеоргиевичей. В 1883 году был учреждён орден Белого орла, которым награждались сербские и югославские граждане за заслуги перед страной и короной до 1945 года.
Сербский (позже югославский) двуглавый орёл изображался на головных уборах офицеров и солдат Югославской королевской армии.

## Галерея

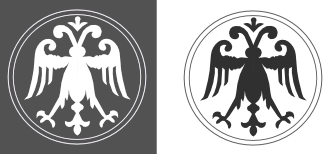
Герб Мирослава Завидовича (ум. 1198)
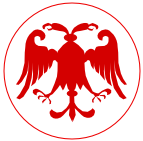
Орёл Стефана Первовенчанного в Милешеве (1230-е)
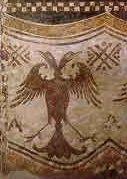
Церковь Богородица Левишка, фреска (1306–1307)
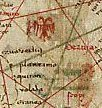
Карта Анджелино Далорто с сербским флагом (1339)
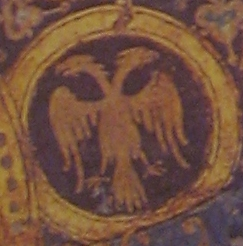
Монастырь Манасия, фреска на изображении Стефана Лазаревича (1406–1418)
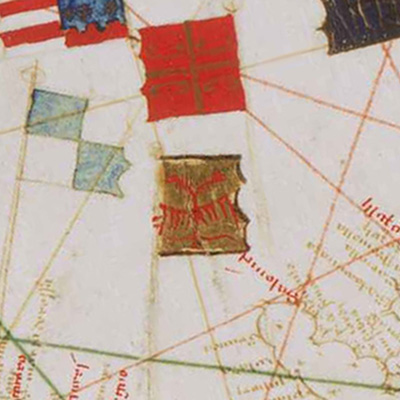
Флаг и герб Сербии по Габриэлю де Валльсека (1439)
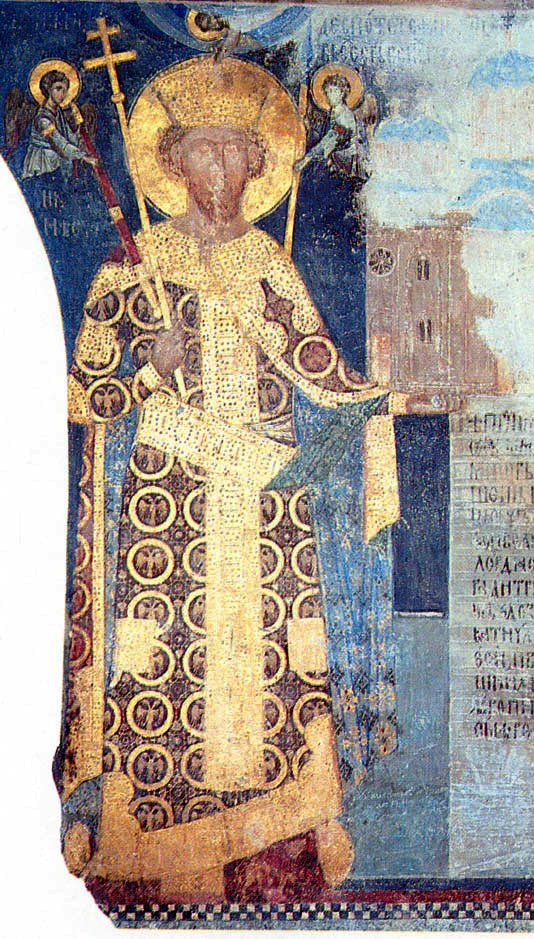
Фреска Стефана Лазаревича в монастыре Манасия (1406–1418)
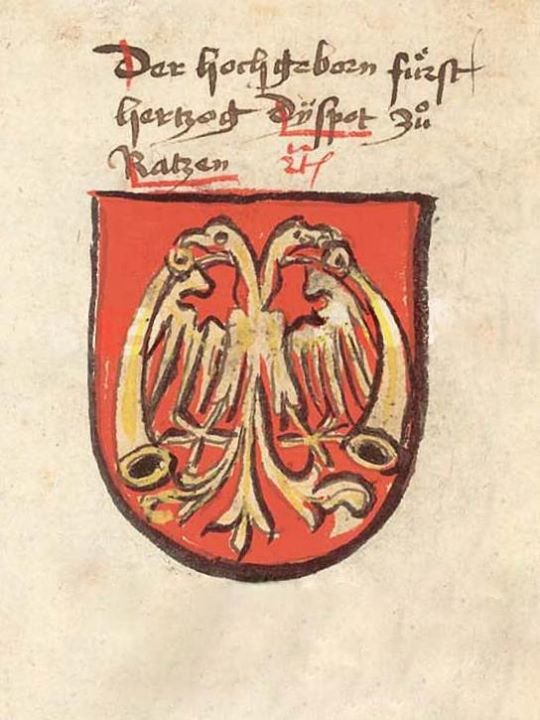
Печать деспота Стефана Лазаревича, хроника о Констанцском соборе (Прусское издание, середина XV века)
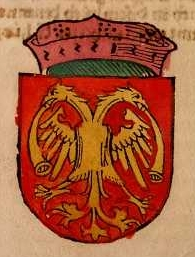
Печать деспота Стефана Лазаревича, хроника о Констанцском соборе (позднее издание, 1483)
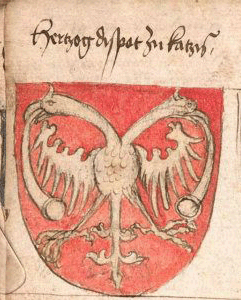
Печать деспота Стефана Лазаревича, Гербовник Вернигероде[англ.] (между 1486 и 1492)
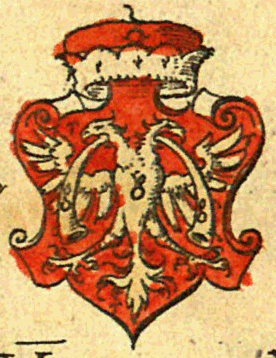
Герб Сербской деспотии по Виргилю Солису (1555)
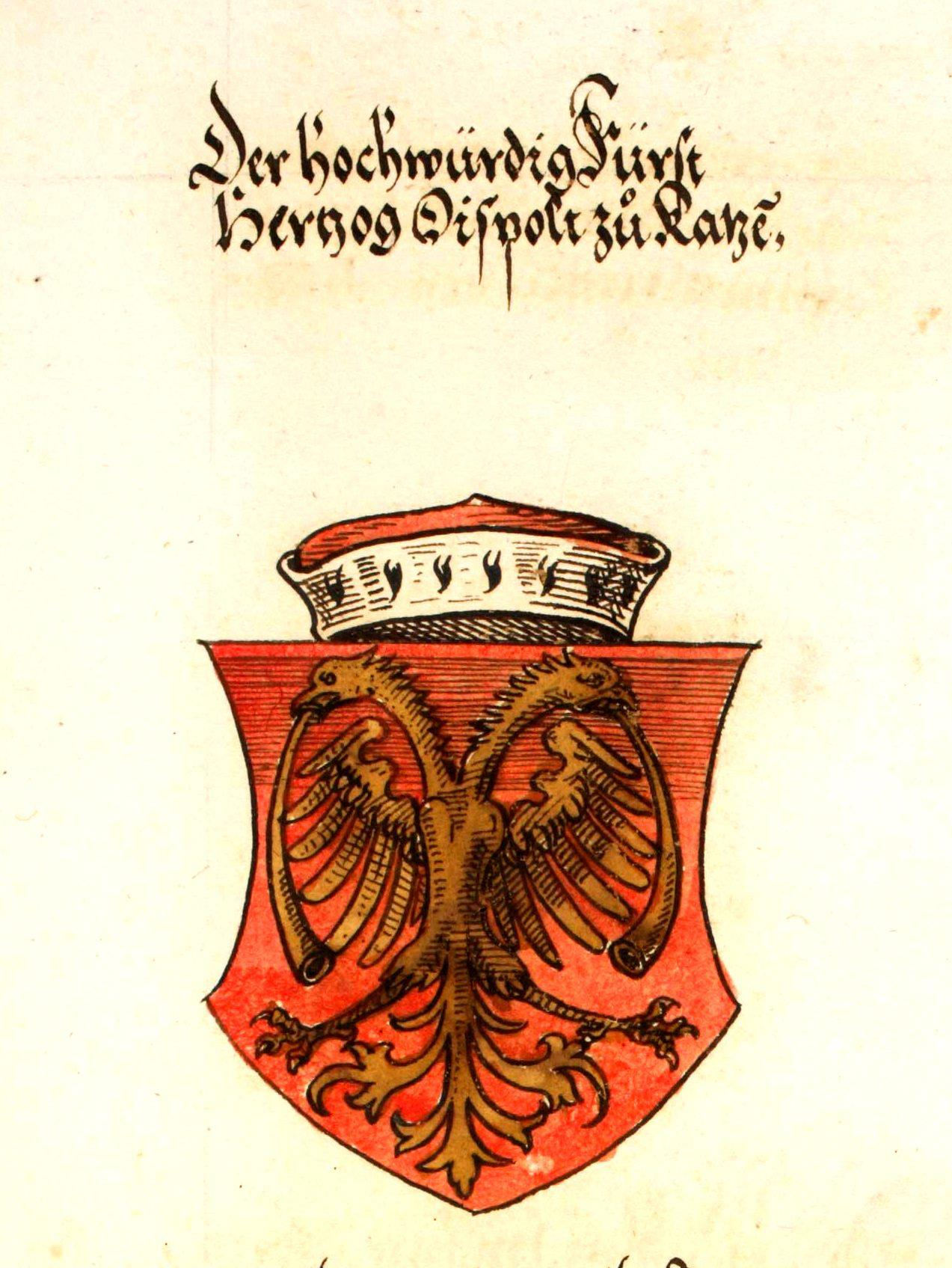
Герб Сербской деспотии по Кристофу Зильберисену (1576)
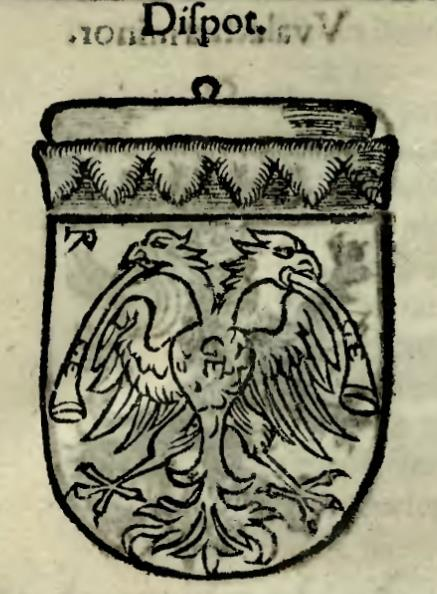
Герб Сербской деспотии по Мартину Шротту (ок. 1580)
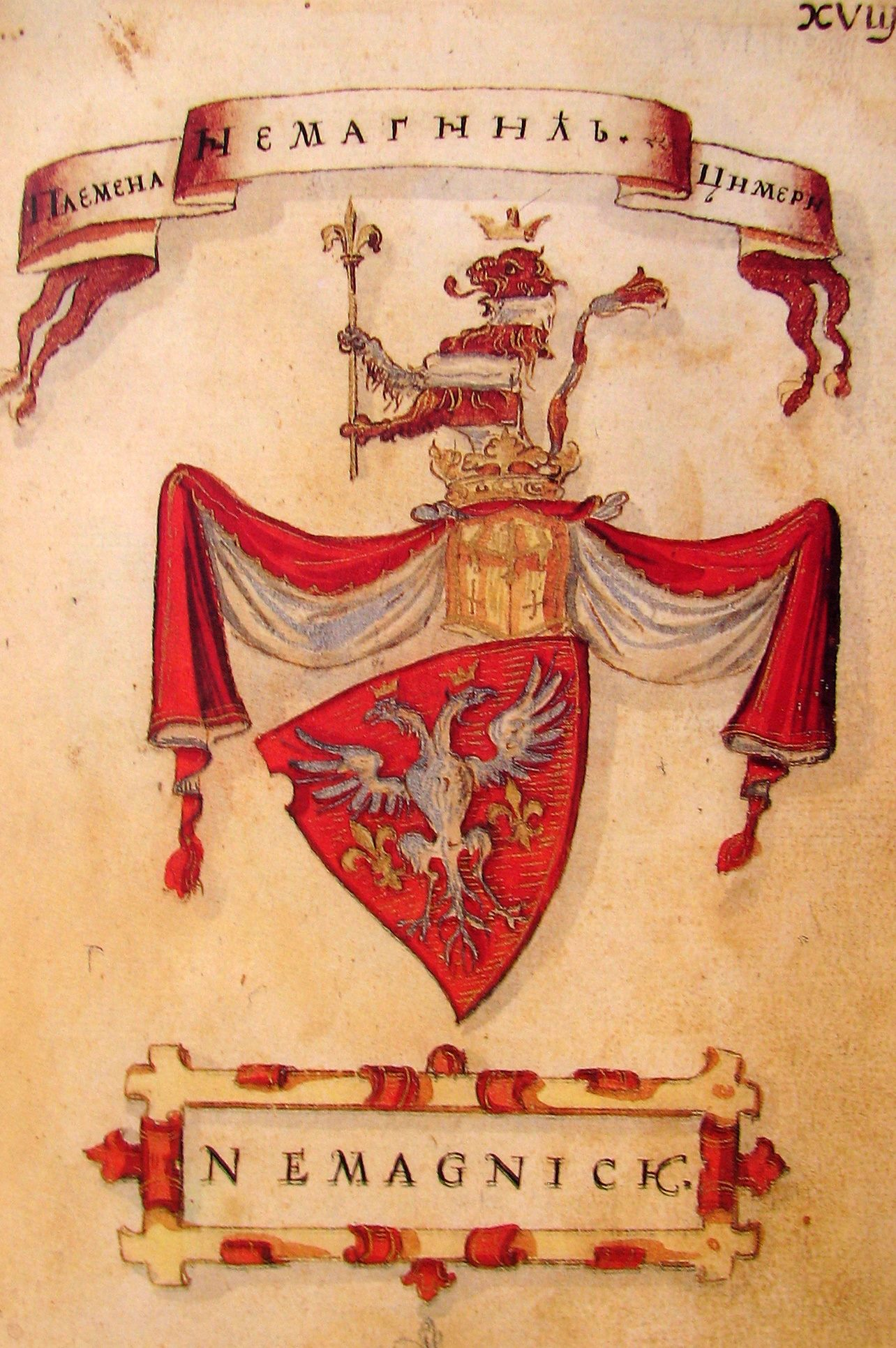
Герб Неманьичей в гербовнике Коренича-Неорича[англ.] (1595)
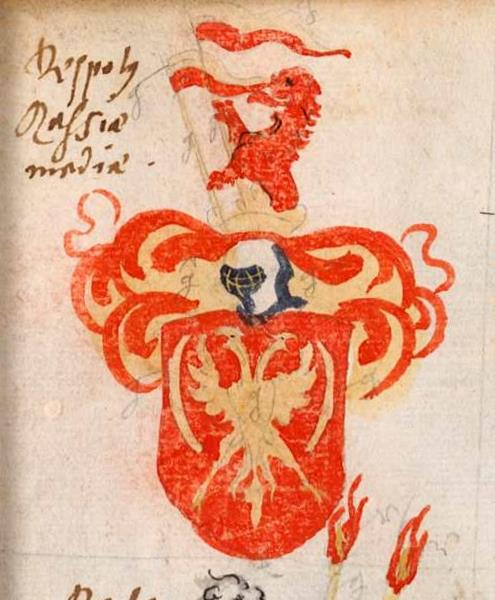
Герб Сербской деспотии в германском гербовнике, ок. 1600
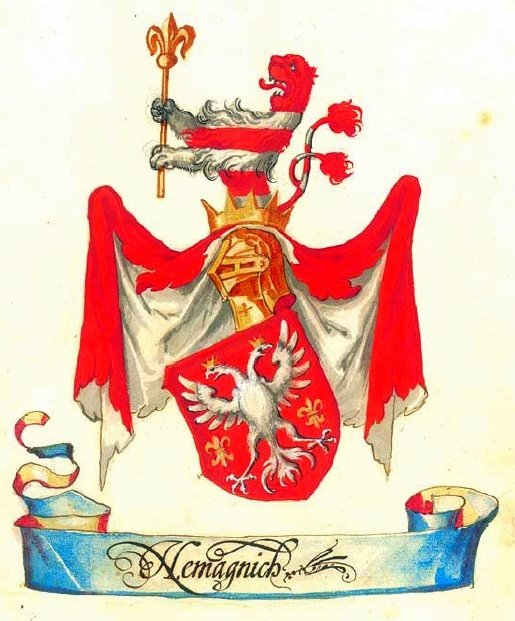
Герб Неманьичей во втором Белградском гербовнике[англ.] (начало XVII века)
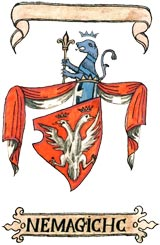
Герб Неманьичей в Фойницком гербовнике[англ.] (начало XVII века)
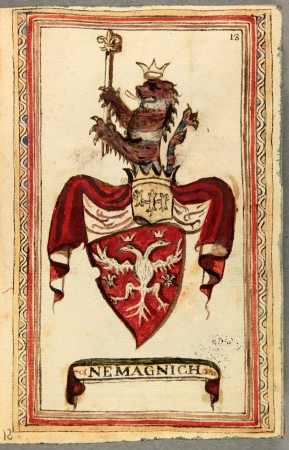
Герб Неманьичей по Станиславу Рубцичу (ок. 1700)
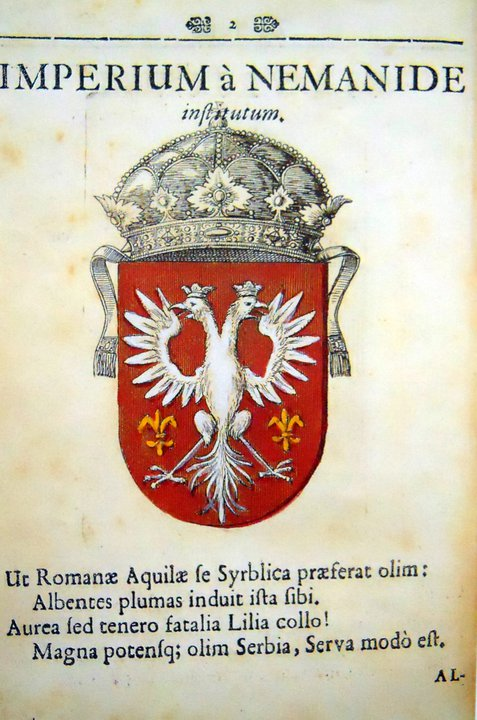
Герб Неманьичей по Павао Риттеру Витезовичу (до 1701)
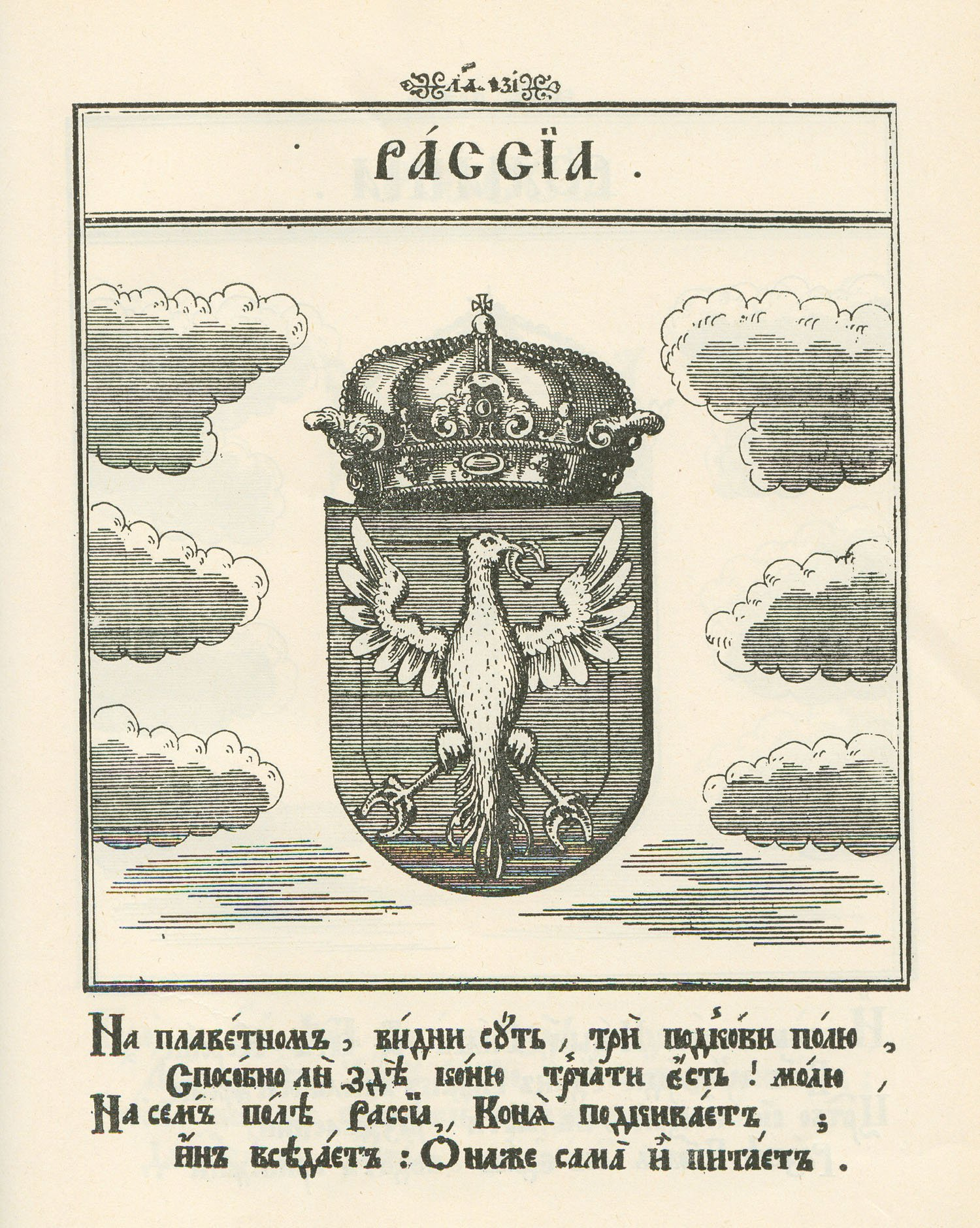
Герб Рашки в Стемматографии (1741)
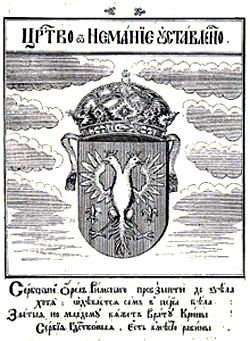
Герб Неманьичей в Стемматографии (1741)
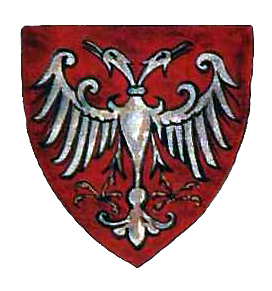
Реконструкция герба Неманьичей (1987)
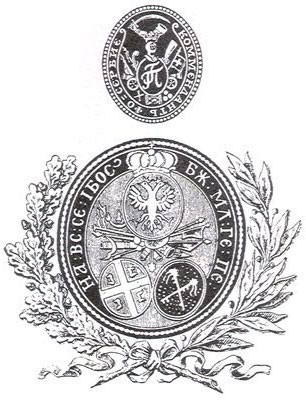
Печать 1804 года
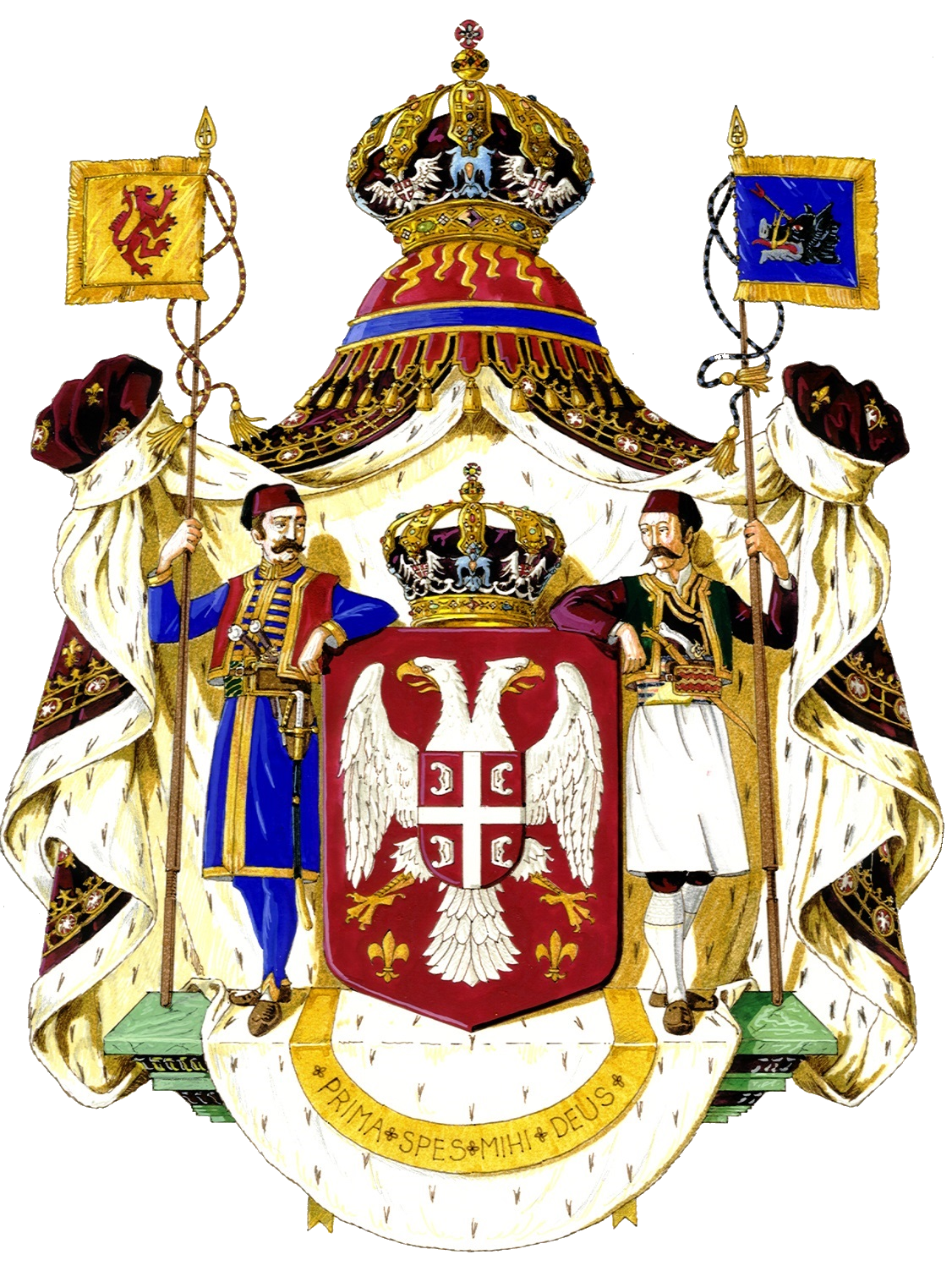
Герб Карагеоргиевичей
Герб Королевства Сербия (1882–1918)
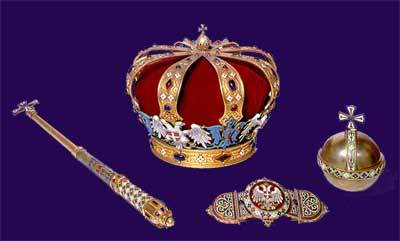
Регалии короля Петра I (1904)
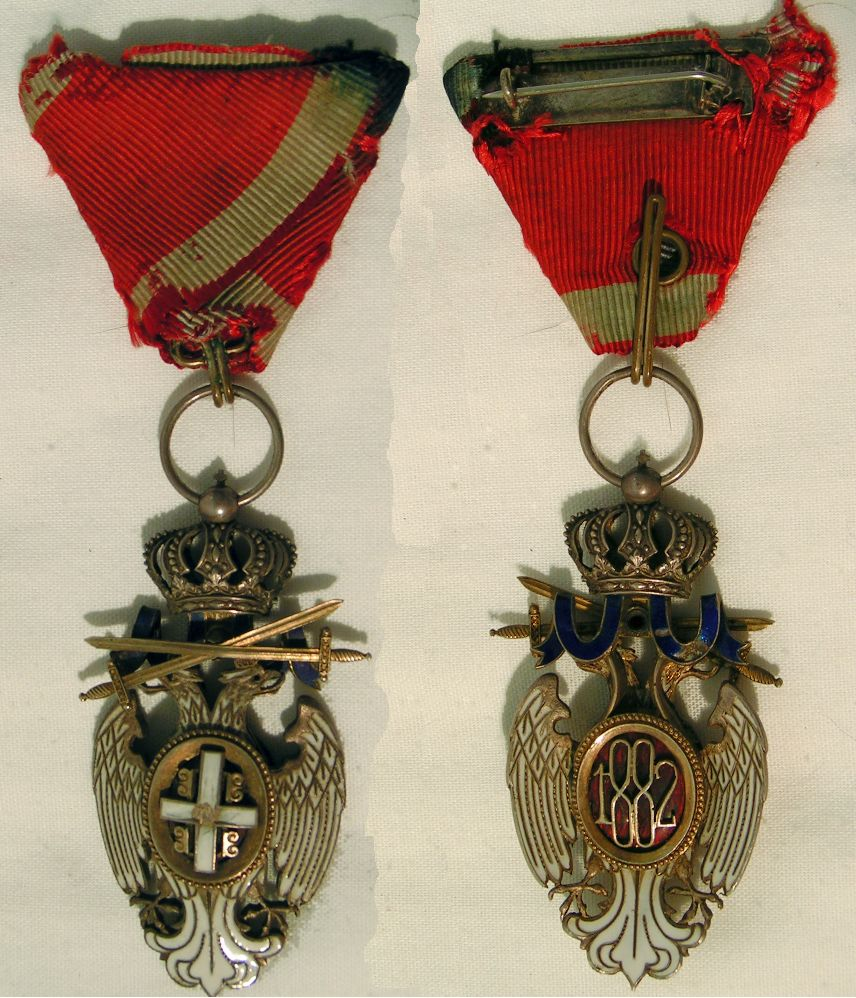
Орден Белого орла (1915–1918)
Герб Королевства Югославии (1918–1941)
Герб Недичевской Сербии (1941—1944)
Герб Республики Сербской (1992–2006)
Герб Союзной Республики Югославии и союза Сербии и Черногории (2003–2006)
Герб Черногории (1992–2004)
Большой герб Сербии

## Современные гербы

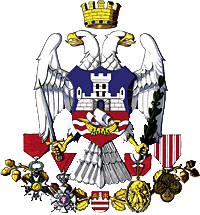
Герб Белграда
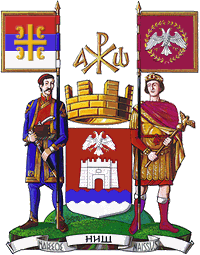
Герб Ниша
Ранний герб Ниша
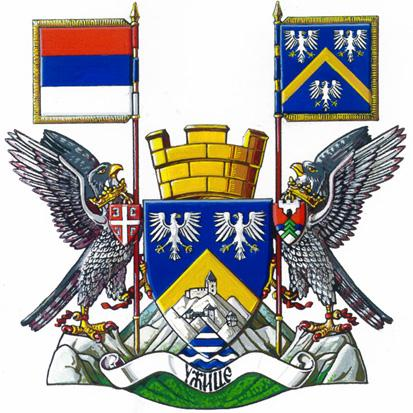
Герб Ужице
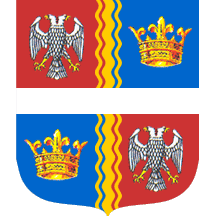
Герб Приеполя
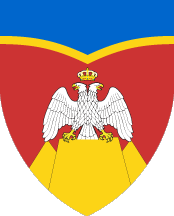
Герб Мионицы
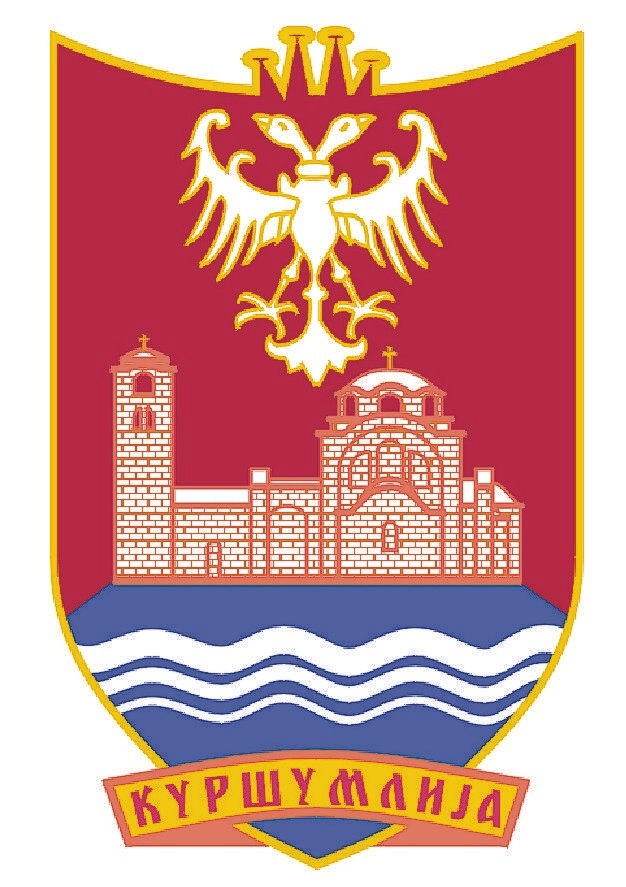
Герб Куршумлии
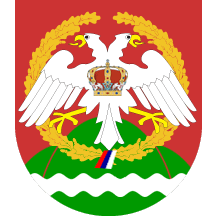
Герб Савски-Венаца
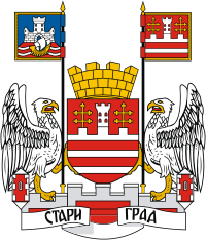
Герб Стари-Града
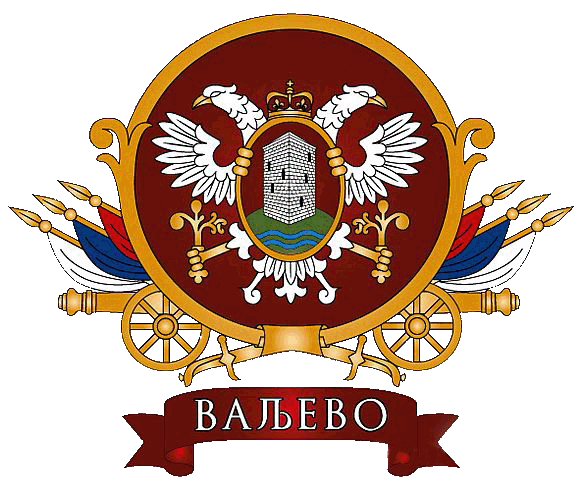
Герб Валево
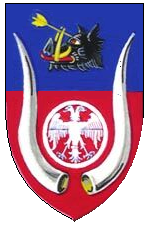
Герб Велики-Планы
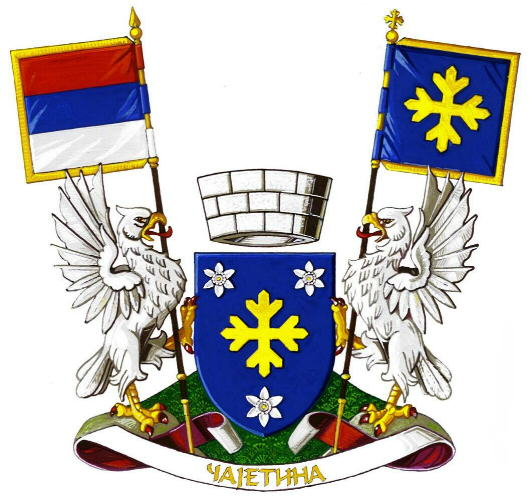
Герб Чаетины
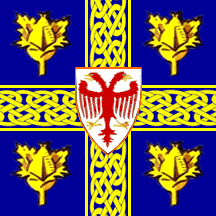
Флаг Лесковаца
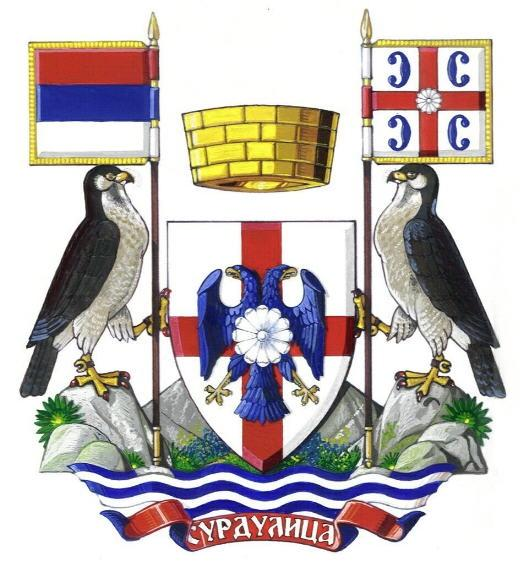
Герб Сурдулицы
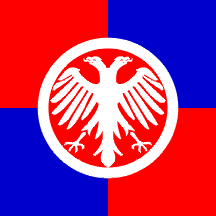
Флаг Деспотоваца